# Big Sandy River (Bill Williams River)
Der Big Sandy River ist ein Fluss im nordwestlichen Arizona im Mohave County. 
Er beginnt am Zusammenfluss des Knight Creek und des Trout Creek im Hualapai Indianer-Reservat nahe dem Hualapai Peak und fließt dann an Wikieup südlich von Kingman vorbei. Nach einer Länge von 129 km vereinigt er sich mit dem Santa Maria River zum Bill Williams River, kurz bevor dieser den Alamo Lake, einem Stausee, durchfließt; bei Vollstau fließen die beiden Quellflüsse direkt in den See. Der Big Sandy River fließt zwischen den westlich gelegenen Hualapai Mountains und den Juniper Mountains in Osten hindurch, während südlich die Mohon Mountains und nördlich die Peacock Mountains und die Cottonwood Cliffs liegen. 
Aufgrund des trockenen Klimas führt der Big Sandy River nicht ganzjährig Wasser. Nach Regenfällen entwässert er ein Gebiet von rund 4900 km². Ein großer Teil des Wassers wird abgeleitet, um für Bergbauzwecke in der Umgebung genutzt zu werden.
Das Vorhaben, ein Wasserkraftwerk am Fluss zu errichten, wurde im Jahr 2001 fallengelassen, zum einen aus ökologischen Gründen, zum anderen wegen Beschwerden der Hualapai-Indianer.